# Der Besuch der alten Dame (2008)
Der Besuch der alten Dame ist ein österreichisch-deutscher Fernsehfilm von Nikolaus Leytner aus dem Jahr 2008. Als Grundlage diente das gleichnamige Bühnenstück von Friedrich Dürrenmatt.

## Handlung
Die einst blühende Kleinstadt Güllen ist nach der überraschenden Schließung der größten Fabrik verarmt. Die Hoffnungen ruhen auf dem bevorstehenden Besuch der schwerreichen Claire Zachanassian, die als Klara Wäscher in Güllen aufgewachsen ist. Um sie in Geberlaune zu versetzen, schicken die Einwohner ihren ehemaligen Geliebten vor, den Autohändler Alfred Ill, der sie durch die schöne Gegend um Güllen und zu ihren alten Liebesnestern führt. Beim abendlichen Willkommensbankett kürzt sie alle diplomatischen Bemühungen um ihre Großzügigkeit brüsk ab: Sie wisse, dass Güllen Not leide, und werde dem Ort mit zwei Milliarden Euro unter die Arme greifen, die zu gleichen Teilen auf alle Bewohner aufgeteilt werden sollen, unter einer Bedingung: Güllen und insbesondere Alfred Ill haben damals ihr Leben zerstört, nun erwarte sie Gerechtigkeit und werde den Scheck nur dann ausstellen, wenn Alfred sterbe. Entrüstet weisen die Dorfbewohner diese Bedingung zurück und stellen sich hinter den Autohändler. Die Presse wird aufmerksam und verfolgt das Geschehen, darunter die engagierte Fernsehreporterin Mia Mohr, Alfred Ills verstoßene Tochter.
Nach und nach kommt das damalige Geschehen ans Tageslicht: Claire wurde als junge Frau nach einem schweren Autounfall, bei dem sie eine bleibende Gehbehinderung erlitt, noch am Krankenbett von Alfred zugunsten der Erbin des Autohauses verlassen, obwohl Claire von ihm schwanger war. Lange bleibt unklar, wer den Unfallwagen gesteuert hat. Um die Vaterschaft nicht anerkennen zu müssen, unterstellte Alfred ihr vor Gericht, von seinen Freunden unterstützt, ihre Sexualpartner häufig gewechselt zu haben. Nach diesem Rufmord verließ Claire Güllen mit ihrem letzten Geld und machte anschließend Karriere. Alfreds Kind kam tot zur Welt, danach konnte Claire keine Kinder mehr bekommen. Nach diesen Enthüllungen bröckelt der Widerstand gegen die Bedingung, an die die Finanzspritze gebunden ist; Alfreds Tod wird denkbar. Sparkassenleiter Oliver Marx genehmigt nun hohe Darlehen auch ohne Sicherheiten.
Alfred sucht Hilfe beim Polizisten Lutz Wolff, der jedoch nichts machen kann, da Claire nicht explizit zum Mord aufgefordert, sondern nur verlangt habe, dass Alfred zuvor stirbt. Oliver Marx bietet sich Claire gar als Auftragsmörder an, worauf sie zum Schein eingeht, doch dann lässt sie ihn entrüstet stehen. Sie wolle nicht Mord, sondern Gerechtigkeit. Alfred wird zunehmend gemieden, auch seiner Frau kommen Zweifel an der Ehrbarkeit ihres Mannes. Und obwohl die Güllener alle Schuld an Claires Schicksal nun auf Alfred schieben, haben sich noch weitere im Vaterschaftsprozess des Meineids schuldig gemacht. Nur knapp entkommt Alfred in der nächsten Zeit mehreren fingierten Unfällen, etwa bei einer Treibjagd oder bei einer geplanten heimlichen Abreise am Bahnhof.
Mia Mohr trifft sich mehrmals mit Claire, mit der sie sich in der Abneigung gegen Alfred verbunden fühlt. Andererseits ist Mia von Claires kaltblütigem Vorgehen abgestoßen. Als der Bürgermeister Claire vorschlägt, statt der Milliardenschenkung die alte Fabrik aufzukaufen und die Produktion wieder zu eröffnen, um dem Dorf ohne moralische Krise zu helfen, eröffnet Claire ihm, dass ihr die Fabrik längst gehört – sie habe sie nur gekauft, um mit ihrer Schließung die für ihren Racheplan erforderliche Notsituation eintreten zu lassen.
Der Bürgermeister beruft schließlich eine Volksabstimmung ein, die über Schuld oder Unschuld Alfreds entscheiden soll. Lutz Wolff bietet Alfred zuvor an, dass dieser sich selbst erschießt, damit die Güllener nicht zu Mördern werden müssen. Alfred weigert sich, so leicht werde er es ihnen nicht machen, außerdem seien einige andere mitschuldig. Er geht ein letztes Mal zu Claire und gesteht ihr die ganze Wahrheit: Er habe damals volltrunken am Steuer des Unfallwagens gesessen. Das weiß sie allerdings längst. Er fragt, ob sie ihm vergeben kann, was sie verneint. Sie küssen sich noch einmal. Anschließend schließt er Frieden mit seiner Tochter.
Bei der Volksabstimmung wird Alfred für schuldig erklärt. Noch während der Versammlung erscheint Claire überraschend mit dem ausgestellten Scheck, während Alfred von der aufgebrachten Menge eingeschlossen ist. Als sich die Menschentraube bei Claires Anblick auflöst, liegt er tot am Boden. Claire übergibt dem Bürgermeister den Scheck, wirft ihm verächtlich „Mörder!“ ins Gesicht, besteigt ihren Hubschrauber und verlässt Güllen.

## Hintergrund
Das Drehbuch von Susanne Beck und Thomas Efler richtet sich zwar großteils nach der literarischen Vorlage, verlegt das Stück jedoch in die Gegenwart und entfernt etliche Elemente, die zur Drehzeit anachronistisch gewirkt hätten. So wird aus dem Gemischtwarenhändler Alfred Ill ein Autohaus-Besitzer, Claire reist nicht mit dem Zug, sondern in einer Cessna Citation Excel und einem Hubschrauber an, und es gibt Mobiltelefone. Auch weitere Einzelheiten wurden geändert, die größte Änderung ist die Ausweitung der Rolle von Ills Tochter – bei Dürrenmatt nur ein farbloses Familienmitglied – zu einer ebenfalls von Ill verletzten und aktiv handlungstragenden Person. Der Film endet mit Ills Tod und Claires Abreise, die Fortsetzung (Ills Überführung nach Capri) wird weggelassen.
Produziert wurde der Film von ARD und ORF. Am 13. Oktober 2008 wurde der Film zu Ehren des 70. Geburtstags von Hauptdarstellerin Christiane Hörbiger gleichzeitig im ORF 2 und auf Das Erste ausgestrahlt. Anlässlich Hörbigers 75. Geburtstag wurde der Fernsehfilm am 5. Oktober 2013 in ORF 2 und am 13. Oktober in der ARD wiederholt gesendet. Eine DVD-Fassung erschien am 20. Oktober 2008 bei Universum Film.
Viele Außenszenen wurden in Eisenerz in der Steiermark gedreht, einer einst wohlhabenden Bergbaustadt, die vom Niedergang bedroht ist.

## Kritiken
Gelobt wurde der Film vor allem für seine Werktreue und die moderne Inszenierung. Auch die hochkarätigen Schauspieler hätten zum Gelingen der Verfilmung beigetragen.

„Weitgehend werkgetreue Fernseh-Neuverfilmung von Friedrich Dürrenmatts Tragikomödie, deren Handlung in die Jetztzeit verlegt wurde. Ein Klassiker der Moderne über Rache, Bigotterie, Duckmäuser und Korrumpierbarkeit, getragen von einem hochklassigen Ensemble.“

Der Literaturkritiker Marcel Reich-Ranicki bezeichnete den Film als „schon ganz ernst gemeint“ und lobte die Leistung der Schauspieler, meinte aber: „Letztlich war es […] nicht gut. Die zweite Hälfte wurde immer schlechter.“

## Auszeichnungen
Beim 15. Shanghai International TV Festival 2009 erhielten Susanne Beck und Thomas Eifler für Der Besuch der alten Dame den Preis für das beste Drehbuch eines Fernsehfilms.